# Jüdischer Friedhof (Fußgönheim)

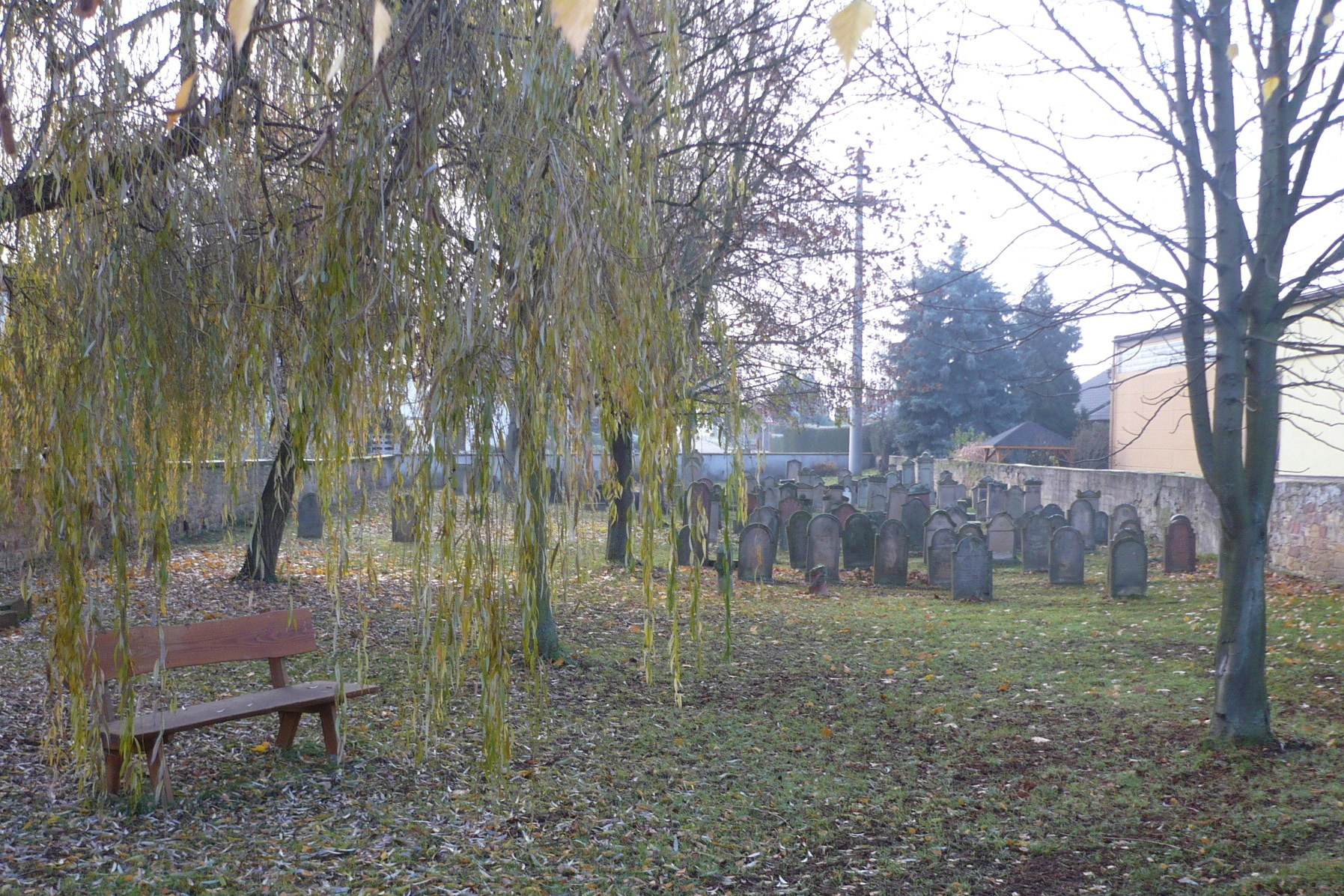
Jüdischer Friedhof in Fußgönheim

Der Jüdische Friedhof in Fußgönheim, einer Ortsgemeinde im Rhein-Pfalz-Kreis in Rheinland-Pfalz, wurde im späten 18. oder frühen 19. Jahrhundert angelegt. Der jüdische Friedhof liegt  an der Einmündung der Ellerstadter Straße in die Bahnhofstraße. Er ist ein geschütztes Kulturdenkmal.
Zum Datum der Anlage finden sich unterschiedliche Angaben: Teils wird sie ins 18. Jahrhundert datiert, da der älteste Grabstein aus dem Jahr 1796 stamme, teils wird dagegen auf ein Stein von 1822 als ältestes Grab  verwiesen und 1821 als Gründungsjahr des Friedhofs genannt.
Die Juden von Ruchheim, Mutterstadt (bis 1889) und Schauernheim wurden auch auf dem Friedhof beigesetzt. Die aus dem 18. Jahrhundert stammenden Grabsteine des jüdischen Friedhofes  von Heuchelheim wurden 1939 nach Fußgönheim gebracht, da die Nationalsozialisten die Abräumung des dortigen Friedhofes angeordnet hatten.   
Der Friedhof wurde in der Zeit des Nationalsozialismus verwüstet.
Auf dem 1626 m² großen Friedhof sind heute noch 150 Grabsteine erhalten.